# Hololena sula
Hololena sula là một loài nhện trong họ Agelenidae.
Loài này thuộc chi Hololena. Hololena sula được Ralph Vary Chamberlin & Wilton Ivie miêu tả năm 1942.